# Wuzheng Group
Wuzheng Group ist ein Hersteller von Lastkraftwagen und Traktoren aus der Volksrepublik China.

## Unternehmensgeschichte
Das Unternehmen wurde 1962 in Rizhao als Wulian Tractor Repair Shop gegründet. Das Unternehmen selbst gibt davon abweichend das Jahr 1961 an. 1964 begann als Wulian General Machinery Factory die Produktion von dreirädrigen Nutzfahrzeugen, denen ab 1966 vierrädrige Fahrzeuge für die Landwirtschaft folgten. Seit 1992 leitet Weidong Jiang das Unternehmen. 2000 wurde es privatisiert. 2005 kam es zu einer Zusammenarbeit mit Zhejiang Jonway Automobile, wodurch die staatliche Erlaubnis zur Produktion von Lastkraftwagen, Omnibussen und SUVs erlangt wurde. Seit Mai 2007 firmiert das Fahrzeugwerk als Wuzheng Auto Works. Der Markenname der SUVs lautete Wuzheng. Es ist nicht bekannt, wann die Pkw-Produktion endete.

## Personenkraftwagen
2008 gab es die Modelle Feidie Pickup als viertürigen Pick-up mit einem Leergewicht von 1480 kg sowie das SUV Feidie SUV.